# Campeonato Gaúcho de Futebol de 1952 - Série A
O Campeonato Gaúcho de Futebol de 1952, foi  a 32ª edição da competição no Estado do Rio Grande do Sul. O título foi decidido em um quadrangular. O campeão deste ano foi o Internacional. Neste ano foi disputada pela primeira vez a Segunda Divisão.

## Participantes
| Equipe        | Cidade                | Classificação                                                   | Participação |
| ------------- | --------------------- | --------------------------------------------------------------- | ------------ |
| 14 de Julho   | Santana do Livramento | Campeão da Região de Santana do Livramento/Bagé/Uruguaiana      | 3ª           |
| Brasil        | Pelotas               | Campeão da Região de Pelotas/Rio Grande                         | 8ª           |
| Floriano      | Novo Hamburgo         | Campeão da Região de Cachoeira do Sul/Novo Hamburgo/Santa Maria | 17ª *        |
| Internacional | Porto Alegre          | Campeão da Região de Porto Alegre                               | 14ª          |

* Ex-Novo Hamburgo, a oitava participação como Floriano.

## Tabela

### Quadrangular final

#### Turno
| 28 de dezembro de 1952 | 14 de Julho                             | 3 – 0 | Brasil de Pelotas |  |
|                        | Gol marcado · Gol marcado · Gol marcado |       |                   |  |

| 28 de dezembro de 1952 | Internacional   | 2 – 1 | Floriano    | Tiradentes, Porto Alegre (RS) |
|                        | Bodinho · Solis |       | Gol marcado |                               |

| INTERNACIONAL: |  |            |
|                |  |            |
| G              |  | Milton     |
| Z              |  | Florindo   |
| Z              |  | Lindoberto |
| M              |  | Paulinho   |
| M              |  | Oreco      |
| M              |  | Odorico    |
| A              |  | Luizinho   |
| A              |  | Jerônimo   |
| A              |  | Bodinho    |
| A              |  | Mujica     |
| A              |  | Solis      |
| Treinador:     |  |            |
| Teté           |  |            |

| FLORIANO:  |  |  |  |
|            |  |  |  |
| G          |  |  |  |
| Z          |  |  |  |
| Z          |  |  |  |
| M          |  |  |  |
| M          |  |  |  |
| M          |  |  |  |
| A          |  |  |  |
| A          |  |  |  |
| A          |  |  |  |
| A          |  |  |  |
| A          |  |  |  |
| Treinador: |  |  |  |
|            |  |  |  |

| 4 de janeiro de 1953 | 14 de Julho | 0 – 4 | Internacional    | Santana do Livramento (RS) |
|                      |             |       | Bodinho · Mujica |                            |

| 14 DE JULHO: |  |  |  |
|              |  |  |  |
| G            |  |  |  |
| Z            |  |  |  |
| Z            |  |  |  |
| M            |  |  |  |
| M            |  |  |  |
| M            |  |  |  |
| A            |  |  |  |
| A            |  |  |  |
| A            |  |  |  |
| A            |  |  |  |
| A            |  |  |  |
| Treinador:   |  |  |  |
|              |  |  |  |

| INTERNACIONAL: |  |          |
|                |  |          |
| G              |  | Milton   |
| Z              |  | Florindo |
| Z              |  | Oreco    |
| M              |  | Paulinho |
| M              |  | Salvador |
| M              |  | Odorico  |
| A              |  | Luizinho |
| A              |  | Jerônimo |
| A              |  | Bodinho  |
| A              |  | Mujica   |
| A              |  | Solis    |
| Treinador:     |  |          |
| Teté           |  |          |

| 4 de janeiro de 1953 | Floriano                  | 2 – 2 | Brasil de Pelotas         |  |
|                      | Gol marcado · Gol marcado |       | Gol marcado · Gol marcado |  |

| 11 de janeiro de 1953 | Floriano                                | 3 – 0 | 14 de Julho |  |
|                       | Gol marcado · Gol marcado · Gol marcado |       |             |  |

| 11 de janeiro de 1953 | Internacional        | 2 – 0 | Brasil de Pelotas | Timbaúva, Porto Alegre (RS) |
|                       | Bodinho · Niquelagem |       |                   | Árbitro: Oswaldo Rolla      |

| INTERNACIONAL: |  |            |
|                |  |            |
| G              |  | Milton     |
| Z              |  | Florindo   |
| Z              |  | Oreco      |
| M              |  | Paulinho   |
| M              |  | Salvador   |
| M              |  | Odorico    |
| A              |  | Luizinho   |
| A              |  | Jerônimo   |
| A              |  | Bodinho    |
| A              |  | Mujica     |
| A              |  | Niquelagem |
| Treinador:     |  |            |
| Teté           |  |            |

| BRASIL DE PELOTAS: |  |  |  |
|                    |  |  |  |
| G                  |  |  |  |
| Z                  |  |  |  |
| Z                  |  |  |  |
| M                  |  |  |  |
| M                  |  |  |  |
| M                  |  |  |  |
| A                  |  |  |  |
| A                  |  |  |  |
| A                  |  |  |  |
| A                  |  |  |  |
| A                  |  |  |  |
| Treinador:         |  |  |  |
|                    |  |  |  |

#### Returno
| 18 de janeiro de 1953 | Internacional       | 2 – 1 | 14 de Julho | Timbaúva, Porto Alegre (RS) |
|                       | Luizinho · Salvador |       | Gol marcado | Árbitro: Oswaldo Rolla      |

| INTERNACIONAL: |  |          |
|                |  |          |
| G              |  | Milton   |
| Z              |  | Florindo |
| Z              |  | Oreco    |
| M              |  | Paulinho |
| M              |  | Salvador |
| M              |  | Odorico  |
| A              |  | Luizinho |
| A              |  | Jerônimo |
| A              |  | Bodinho  |
| A              |  | Mujica   |
| A              |  | Camargo  |
| Treinador:     |  |          |
| Teté           |  |          |

| 14 DE JULHO: |  |  |  |
|              |  |  |  |
| G            |  |  |  |
| Z            |  |  |  |
| Z            |  |  |  |
| M            |  |  |  |
| M            |  |  |  |
| M            |  |  |  |
| A            |  |  |  |
| A            |  |  |  |
| A            |  |  |  |
| A            |  |  |  |
| A            |  |  |  |
| Treinador:   |  |  |  |
|              |  |  |  |

| 18 de janeiro de 1953 | Brasil de Pelotas         | 2 – 3 | Floriano                                |  |
|                       | Gol marcado · Gol marcado |       | Gol marcado · Gol marcado · Gol marcado |  |

| 25 de janeiro de 1953 | Floriano    | 1 – 2 | Internacional    | Novo Hamburgo (RS) |
|                       | Gol marcado |       | Salvador · Solis |                    |

| FLORIANO:  |  |  |  |
|            |  |  |  |
| G          |  |  |  |
| Z          |  |  |  |
| Z          |  |  |  |
| M          |  |  |  |
| M          |  |  |  |
| M          |  |  |  |
| A          |  |  |  |
| A          |  |  |  |
| A          |  |  |  |
| A          |  |  |  |
| A          |  |  |  |
| Treinador: |  |  |  |
|            |  |  |  |

| INTERNACIONAL: |  |            |
|                |  |            |
| G              |  | Milton     |
| Z              |  | Florindo   |
| Z              |  | Lindoberto |
| M              |  | Salvador   |
| M              |  | Oreco      |
| M              |  | Odorico    |
| A              |  | Luizinho   |
| A              |  | Jerônimo   |
| A              |  | Bodinho    |
| A              |  | Mujica     |
| A              |  | Solis      |
| Treinador:     |  |            |
| Teté           |  |            |

| 25 de janeiro de 1953 | Brasil de Pelotas                                                                 | 6 – 0 | 14 de Julho |  |
|                       | Gol marcado · Gol marcado · Gol marcado · Gol marcado · Gol marcado · Gol marcado |       |             |  |

| 1º de fevereiro de 1953 | Brasil de Pelotas | 1 – 0 | Internacional | Bento Freitas, Pelotas (RS) |
|                         | Gol marcado       |       |               |                             |

| BRASIL DE PELOTAS: |  |  |  |
|                    |  |  |  |
| G                  |  |  |  |
| Z                  |  |  |  |
| Z                  |  |  |  |
| M                  |  |  |  |
| M                  |  |  |  |
| M                  |  |  |  |
| A                  |  |  |  |
| A                  |  |  |  |
| A                  |  |  |  |
| A                  |  |  |  |
| A                  |  |  |  |
| Treinador:         |  |  |  |
|                    |  |  |  |

| INTERNACIONAL: |  |          |
|                |  |          |
| G              |  | Milton   |
| Z              |  | Florindo |
| Z              |  | Oreco    |
| M              |  | Paulinho |
| M              |  | Salvador |
| M              |  | Odorico  |
| A              |  | Luizinho |
| A              |  | Jerônimo |
| A              |  | Bodinho  |
| A              |  | Mujica   |
| A              |  | Solis    |
| Treinador:     |  |          |
| Teté           |  |          |

| 1º de fevereiro de 1953 | 14 de Julho               | 2 – 2 | Floriano                  |  |
|                         | Gol marcado · Gol marcado |       | Gol marcado · Gol marcado |  |

| Classificação - Quadrangular Final                                                                                          | Classificação - Quadrangular Final | Classificação - Quadrangular Final | Classificação - Quadrangular Final | Classificação - Quadrangular Final | Classificação - Quadrangular Final | Classificação - Quadrangular Final | Classificação - Quadrangular Final | Classificação - Quadrangular Final | Classificação - Quadrangular Final |
| Time | Time                               | PG                                 | J                                  | V                                  | E                                  | D                                  | GP                                 | GC                                 | SG                                 |
| --- | ---------------------------------- | ---------------------------------- | ---------------------------------- | ---------------------------------- | ---------------------------------- | ---------------------------------- | ---------------------------------- | ---------------------------------- | ---------------------------------- |
| 1 | Internacional                      | 10                                 | 6                                  | 5                                  | 0                                  | 1                                  | 12                                 | 4                                  | 8                                  |
| 2 | Floriano                           | 6                                  | 6                                  | 2                                  | 2                                  | 2                                  | 12                                 | 10                                 | 2                                  |
| 3 | Brasil de Pelotas                  | 5                                  | 6                                  | 2                                  | 1                                  | 3                                  | 11                                 | 10                                 | 1                                  |
| 4 | 14 de Julho                        | 3                                  | 6                                  | 1                                  | 1                                  | 4                                  | 6                                  | 17                                 | - 11                               |
| PG - pontos ganhos; J - jogos; V - vitórias; E - empates; D - derrotas; GP - gols pró; GC - gols contra; SG - saldo de gols |                                    |                                    |                                    |                                    |                                    |                                    |                                    |                                    |                                    |

| Gauchão 1952                       |
| ---------------------------------- |
| Internacional Campeão (13º título) |